# Gabriella Gerosa
Gabriella Gerosa (* 1964 in Mendrisio) ist eine Schweizer Künstlerin (Videokunst, Fotografie, Malerei, Skulptur).

## Leben
Gerosa besuchte von 1990 bis 1993 die Schule für Gestaltung Basel, wo sie in der Fach-Klasse für Bildhauerei war, und schloss mit Diplom ab. 1995/1996 absolvierte sie ein Zusatz-Studium in der Videoklasse.
1982 begann Gerosa grossformatige Malereien auf Papier zu schaffen, wobei sie Materialien wie Ochsenblut und Teer verwendete. Ab 1989 gestaltete sie Skulpturen unter Einsatz tierischer Werkstoffe (u. a. Horn und Fell) sowie durch Techniken wie Vergoldung verfremdete Organ-Skulpturen. Die Themen Anatomie und Tierkörper wiederholten sich auch in Gerosas Rauminstallationen, bei denen sie zunehmend das Medium Video zur Erzeugung von Licht und Ton einsetzte.
1996 kam es in Folge eines Verkehrsunfalls zu einem Wendepunkt in ihrem künstlerischen Wirken. Seit 1999 kreiert sie Videoarbeiten, in denen sie Motive ihrer früheren Malerei und Bildhauerei aufgreift, welche sich wie in Zeitraffer oder Zeitlupe auf unerwartete Weise verändern. Ihre Werke bezeichnet sie als Video Speaking Pictures.
Gerosas Werk ist in privaten sowie institutionellen Sammlungen vertreten. Sie ist dreifache Preisträgerin der Swiss Art Awards.

## Werke (Auswahl)
- Stillleben (1999)
- Blütenstaubfresserin II (2001)
- Die Haustiere des Selbstmörders I–IV (2001/2002)
- Buffetcrash (2003)
- Das Fest I–III (2003)
- Päonien (2005/2006)
- Hirschkäfer (2009)
- Totenkopf (2009)
- Velvet Dance (2009)

## Preise und Auszeichnungen (Auswahl)
- 2013: KWS Kunstpreis
- 1993, 2001, 2002: Swiss Art Award[2]

## Sammlungen (Auswahl)
- Kunstmuseum Basel
- Kunstsammlung der Stadt Zürich
- Sammlung Nationale Suisse, Basel
- Sammlung Roche, Basel
- Vischer Anwälte, Basel
- Collection Véntos, Barcelona
- Sammlung Norman und Elena Ochoa Foster, Madrid/St. Moritz/London
- Marwan Assaf Collection, Beirut/London
- Sammlung Terlinden, Brüssel
- Portacal Collection, Istanbul
- Sammlung Sabancı, Istanbul[2]
- Sammlung Bernet, München
- Sammlung Agnelli, John Elkann, Turin

## Ausstellungen (Auswahl)
- «Blumenmythos. Von Vincent van Gogh bis Jeff Koons», Fondation Beyeler, Riehen, 2005[3]
- «Still-Life. Stillleben von alten Meistern und Gabriella Gerosa», Staatliche Kunstsammlungen Dresden / Kunstgewerbemuseum Dresden, 2009[4]
- «Gabriella Gerosa. The Power of the Portrait», Ivory Press, Madrid, 2018[5]